# Dyslalia sylabowa
Dyslalia sylabowa – zaburzenie mowy, odmiana dyslalii wyodrębniona ze względu na kryteria objawowe.
Charakteryzuje się ona opuszczaniem lub wstawianiem sylaby (np. zamiast babusia – busia; lokomotywa - komotywa), fonemy mogą być właściwie realizowane w izolacji, ale w sylabie występują realizacje niewłaściwe, jedne głoski są opuszczane lub wtrącane,  a inne zastępowane lub przestawiane.